# Marcha Estatal contra las Violencias Machistas
La Marcha estatal contra las violencias machistas, también conocida como 7N, fue una movilización ciudadana multitudinaria convocada bajo la denominación de "movimiento feminista", que llegó a ocupar el centro de Madrid el 7 de noviembre de 2015. Organizada por trescientas treinta y dos organizaciones feministas, contó con el apoyo de doscientas veintidós entidades entre partidos, sindicatos y organizaciones feministas nacionales e internacionales y ciento treinta y cinco ayuntamientos. El acto final consistió en la lectura, en los diferentes idiomas del estado Español, de un manifiesto que recogía las denuncias y reivindicaciones consensuadas durante nueve meses, mediante comisiones de trabajo, por las organizaciones convocantes.
Tras la Marcha, un grupo de feministas que había participado en su organización decidió constituirse de manera permanente en lo que denominó "7N Plataforma Feminista Contra las Violencias Machistas" con el fin de introducir en la agenda política las reivindicaciones planteadas en el manifiesto y darles seguimiento.

## Contexto
La marcha 7N se decidió y organizó en el contexto de los asesinatos machistas cometidos en el transcurso del año 2015. Durante los meses de verano- de junio a septiembre- la violencia machista asesinó a  treinta y siete mujeres y ocho menores. A final de año se contabilizaron setenta feminicidios. El movimiento feminista se mostró muy activo en orden a visibilizar el problema de la violencia de género, del que los asesinatos eran la punta del iceberg, y a denunciar lo que consideraban una respuesta insuficiente por parte de los poderes públicos. En ese contexto se reivindicaba que la violencia machista fuese una cuestión de Estado, se denunciaban los recortes en los Presupuestos Generales y se reclamaba que se tuvieran en cuenta todas la formas de violencia contra las mujeres, no sólo la ejercida por la pareja o expareja a la que se limitaba la ley 1/2004.

### Las plataformas unitarias feministas
Previamente a la movilización, en los distintos territorios de la geografía española se habían constituido plataformas unitarias que salían a la calle tras cada asesinato machista para expresar su rechazo y exigir medidas concretas. Además, en fechas acordadas, en muchos de estos lugares se estaban llevando a cabo actos de visibilidad de la violencia machista con eslóganes tales como "Nos están matando", "Vivas nos queremos", "Ni una menos" o "Ni una víctima más". Algunos de ellos son los denominados "lunes sin Sol" en León, las concentraciones de los terceros lunes de cada mes en Barcelona, los primeros en Valencia, todos los 25 en Madrid, Málaga, Valladolid, Burgos o Lanzarote. Así mismo, cada 25 de noviembre se conmemoraba el Día Internacional de la Eliminación de la Violencia contra las Mujeres. 

### Cuestión de Estado
En estas manifestaciones y concentraciones se reclamaba, en última instancia, que la violencia machista tuviera la consideración de cuestión de Estado similar a la que tuvo, por ejemplo, la violencia terrorista de ETA que fue tan eficaz para acabar con el problema. El argumento fuerza era que frente a los 829 asesinatos cometidos por ETA desde 1960, las asesinadas por las violencias machistas, contabilizadas desde 1995, alcanzaban la cifra de 1378. A finales del 2015, se contabilizaron 70 feminicidios.

### Presupuestos Generales con perspectiva de género
Por otro lado, plataformas feministas como Impacto de Género Ya, venían desde el año 2008 haciendo un análisis de los Presupuestos Generales del Estado desde la perspectiva de género, que daban a conocer ante los grupos parlamentarios en el Congreso. En el año 2015 hicieron el correspondiente análisis y expusieron que desde el año 2009, en que comenzaron los recortes de los servicios públicos tras el estallido de la crisis económica de 2008, los recursos presupuestados asignados a la lucha contra la violencia de género se habían reducido en un 23%, quedando el monto total en 23,7 millones de euros. En función de estos datos, las plataformas convocantes consideraron insuficiente esta cuantía para atender a las víctimas, abordar las medidas de prevención y protección que contempla la Ley Orgánica 1/2004 contra la violencia de género y aplicar tanto el Convenio de Estambul firmado por España en 2014, como las recomendaciones hechas al Gobierno de España por Naciones Unidas en el marco de la CEDAW.

### Violencias machistas
La ley 1/2004 de Violencia de Género contempla la ejercida por "quienes sean o hayan sido sus cónyuges o quienes estén o hayan estado ligados a ellas por relaciones similares de afectividad, aun sin convivencia". A pesar del avance que supuso esta ley, no incluía otras formas de violencia que se ejercen contra las mujeres, por el hecho de serlo. La dimensión real del problema quedaba invisibilizada y sin que se destinaran recursos para combatirla. Con el respaldo del Convenio de Estambul que había sido ratificado por España, las organizaciones feministas reivindicaron la ampliación del tratamiento a todas las formas de violencia y hacían especial énfasis en usar el plural de "violencias" y "violencias machistas".
En este contexto la Coordinadora Feminista de Valencia propuso una movilización unitaria y estatal para exigir la aplicación de medidas concretas que abordaran el fenómeno de una manera eficaz e integral. El objetivo último era conseguir que estas violencias machistas, conceptualizadas como «terrorismo machista», recibieran el tratamiento de «cuestión de Estado». Esto suponía reclamar que las medidas que se adoptaran no fueran pactos puntuales y partidistas, sino que habrían de interpelar y tener en cuenta a la sociedad en su conjunto, bajo el liderazgo del Estado que pondría todos los medios necesarios a su alcance. Se reclamaba también que las organizaciones feministas, con todo su bagaje, fueran tenidas en cuenta en el diseño de la estrategia. En un primer momento, la propuesta se lanzó a través de las redes sociales. Posteriormente, se planteó en una reunión presencial en Madrid a la que se convocó, también a través de las redes sociales, al feminismo de todos los territorios de la geografía española. A partir de aquí, la idea empezó a consensuarse y tomar forma para, meses después, hacerse realidad.

## Organización
La primera reunión de coordinación general para la organización de la Marcha Estatal Contra las Violencias Machistas (7N) tuvo lugar el 28 de febrero de 2015. A esta le siguieron tres más que se celebraron el 4 de julio, 12 de septiembre y 17 de octubre. Un total de cuatro asambleas generales celebradas en Madrid, a las que se suman un número indeterminado de reuniones de coordinación en cada territorio. El proceso organizativo duró casi nueve meses y se articuló a través de cuatro comisiones de trabajo. En las asambleas generales presenciales se acordaron cuestiones de relevancia como son la fecha de movilización que finalmente fue la del 7 de noviembre, por su cercanía con las elecciones generales previstas para el 20 de diciembre. El eslogan 'Marcha Estatal Contra las Violencias Machistas (7N)' y la denominación unitaria "movimiento feminista" bajo la que sería convocada la manifestación. Así mismo, en estas reuniones se consensuaron los contenidos y la terminología del manifiesto. Todo ello, eslóganes y manifiesto, así como su lectura, se realizó en las lenguas identitarias que abarca la geografía española, al igual que la pancarta de cabecera que, además, fue portada por personas que representaban la diversidad territorial.

### El manifiesto, y sus reivindicaciones
La movilización ciudadana se organizó y convocó por el movimiento feminista autónomo, si bien estuvo abierta a recibir apoyos de partidos políticos y sindicatos, siempre que ello no restase protagonismo y visibilidad a las mujeres y al movimiento feminista. El manifiesto fue el resultado de un trabajo colectivo liderado por una comisión constituida para tal fin. El texto resultante utiliza terminología como "cuestión de Estado", "violencias machistas", "terrorismo machista", "violencia patriarcal" o "feminicidios". Con estas expresiones el movimiento feminista se refería a ideas y conceptos sobre la violencia tales como  "violencia contra las mujeres por el hecho de serlo";  "violencia que no sólo se circunscribe al ámbito de la pareja o expareja, sino que hay otras muchas y que estas violencias debieran ser tratadas como terrorismo y, por tanto, ser una cuestión de Estado.
El manifiesto comienza con la frase "el movimiento feminista denuncia..." y concluye con "¡¡¡Nos queremos vivasǃǃǃ ¡¡¡Basta yaǃǃǃ" y la firma del "movimiento feminista". Incluye un total de nueve reivindicaciones bajo la fórmula de exigencias que apelan en primer lugar al Estado pero también "a cada persona, a cada institución, a cada partido político, a cada gobierno para no ser cómplices de esta barbarie". En concreto las exigencias son las que se detallan a continuaciónː

1. Que la lucha contra el terrorismo machista sea una cuestión de estado.
2. Que se desarrolle e implemente el Convenio de Estambul y el cumplimiento de las recomendaciones de la CEDAW, y se reforme la ley 1/2004 para que estén reflejadas todas las formas de violencia contra las mujeres.
3. Que toda la sociedad y sus organizaciones e instituciones se comprometan en esta lucha.
4. Que la lucha y los recursos incluyan tanto la violencia que ejerce la pareja o ex pareja como las agresiones sexuales, el acoso sexual en el ámbito laboral, la trata con fines de explotación sexual/laboral de mujeres y niñas y todas las violencias machistas.
5. Que todas las instancias de gobierno se comprometan realmente en la prevención y erradicación de las violencias machistas, así como en la asistencia y reparación de todas las mujeres en situación de violencia, independientemente de la situación administrativa en que se encuentren las mujeres.
6. Que el acento se ponga en la protección de las afectadas, facilitando diferentes salidas que impliquen una verdadera recuperación vital, económica y social de ellas así como de sus hijos e hijas.
7. Que la prevención sea una política prioritaria, que incluya un sistema coeducativo en todos los ciclos, la formación específica para todo el personal profesional que interviene en los procesos, los medios de comunicación, la producción cultural y la sociedad civil en la lucha contra las violencias machistas.
8. Que los medios de comunicación se comprometan a hacer tratamiento adecuado de las diferentes de violencias machistas, visibilizándolas, evitando el sensacionalismo morboso en su tratamiento y utilizando un lenguaje y unas imágenes no sexistas.
9. La eliminación de la custodia compartida impuesta y el régimen de visitas a los menores de edad de los maltratadores condenados. La retirada y no cesión de la patria potestad a los maltratadores.

#### El manifiesto en la subcomisión del Congreso de los Diputados
Los puntos del Manifiesto fueron la base sobre la que un año después, el 15 de noviembre de 2016, trabajaría la Subcomisión creada en el Congreso de los Diputados para elaborar un informe con propuestas concretas para avanzar en la erradicación de las diferentes formas de violencias contra las mujeres. El  28 de septiembre de 2017 el Congreso de los Diputados aprobó, con 178 votos a favor y 65 abstenciones, un Pacto de Estado con 214 medidas y un presupuesto de 1.000 millones de euros a ejecutar en cinco años para atajar la violencia de género. El 14 de marzo de 2018 la Plataforma 7N denunciaba que seis meses después de firmado el compromiso, aún no se había hecho efectiva la dotación presupuestaria del primer año, ni puesto en marcha ninguna de las medidas incluidas en el Pacto de Estado

### Desarrollo de la marcha
La marcha se inició frente al Ministerio de Sanidad, Servicios Sociales e Igualdad, en el Paseo del Prado, a las 12 horas del 7 de noviembre de 2015. El recorrido previsto fueː Paseo del Prado - Plaza de Cibeles - Gran Vía - Plaza de España. Con hashtags tales como #7N, #TerrorismoMachista o #CuestiónEstado, la convocatoria había sido difundida ampliamente a través de las redes y, así mismo, dos días antes, hubo ruedas de prensa informativas en los diversos territorios a la que asistieron numerosos medios.
El día de la movilización, muchos de estos medios la calificaron como una " marcha histórica y multitudinaria que toma Madrid " y algunos concretaron la cifra aproximada de participantes en 200.000 personas. Acudieron manifestantes procedentes de todos los territorios de la geografía española, incluidas 322 organizaciones convocantes (36 estatales y 286 de los ámbitos autonómicos y locales), a las que hay que sumar 298 entidades, entre asociaciones feministas nacionales e internacionales, partidos políticos y sindicatos que mostraron su apoyo al manifiesto, así como las mociones,  también de apoyo,  de 135 ayuntamientos.
Al final del recorrido, en la Plaza de España, abarrotada, tuvo lugar la lectura del manifiesto en todas las lenguas identitarias del Estado, que incluían las oficiales, pero también no oficiales como el asturiano o el caló.

## 7N Plataforma Feminista Contra las Violencias Machistas
El 12 de diciembre de 2015, tras la celebración de la Marcha, se llevó a cabo una asamblea general en Madrid para evaluar la jornada del 7N. El inicio del año 2016, con once mujeres y una niña asesinadas había sido el peor de la última década y la respuesta institucional seguía sin satisfacer a las organizaciones feministas. Es en este contexto cuando el 30 de enero de 2016, también en Madrid, se desarrolló la segunda reunión después de la Marcha. En ella se valoró que la experiencia de coordinación y sinergias que se habían generado a partir de la organización de la Marcha Estatal debían ser aprovechadas para conseguir resultados en la movilización ciudadana e incidencia política que llevaran a que las violencias machistas llegaran a ser, en efecto, una cuestión de Estado. Bajo estas premisas, en esta misma reunión se decidió continuar como colectivo bajo la fórmula organizativa permanente de plataforma, a la que se denominó "7N Plataforma Feminista Contra las Violencias Machistas".
La finalidad principal de la Plataforma recién creada era constituirse en una estructura de articulación territorial y estatal de referencia, abierta a nuevas incorporaciones, para todo lo tocante a las violencias machistas, dirigida tanto a dar seguimiento a las reivindicaciones plantedas en el manifiesto elaborado para la Marcha del 2015, como a hacer incidencia política, denuncia, apoyo a las víctimas, sensibilización y movilización ciudadana. Se planteaba seguir con la organización horizontal, desarrollada a través de comisiones de trabajo propiciando la rotación en las portavocías, la participación y la transparencia y que, así mismo, sirviese de amplificador para las acciones que se pudieran realizar en cualquier territorio.
Algunas de las principales actuaciones realizadas por la Plataforma 7N fueronː
- Concentración por el primer aniversario de la Marcha Estatal Contra las Violencias Machistas (7/11/2016)ː Con el lema "No a las agresiones sexuales" la Plataforma organizó un concentración que incluía una performance frente al Museo del Prado de Madrid y el Ministerio de Sanidad, Servicios Sociales e Igualdad, y una mesa redonda, con el fin de denunciar que un año después de la Marcha multitudinaria, el terrorismo machista seguía sin ser una cuestión de Estado.

- Jornada en el Congreso de los Diputados y las Diputadas (24/02/2016)ː Con el título "Compromisos políticos e institucionales contra la violencia hacia las mujeres" y el hashtag o etiqueta #YoVoy24F, la Plataforma 7N organizó una jornada en la sala Ernest Lluch del Congreso con la asistencia de más de 200 personas, 60 organizaciones feministas y de mujeres pertenecientes a 19 territorios de la geografía española, a la que fueron invitados todas las portavocías de los grupos parlamentarios. El fin era, por un lado, conocer la postura de los grupos dentro de la subcomisión aprobada por unanimidad por el Congreso el 15 de noviembre de 2016 para trabajar un Pacto de Estado Contra la Violencia de Género y, por otro, que estas personas representantes conocieran las propuestas de la Plataforma 7N. De los siete grupos parlamentarios invitados solo estuvieron representados cuatro (PSOE, Unidos Podemos-En Comú Podem-En Marea, Esquerra Republicana y Grupo Mixto) mientras que los otros tres (PP, Ciudadanos y EAJ-PNV) no se presentaron ni excusaron su ausencia.[16][29][17]
- Tribunal de Mujeres Contra las Violencias Machistas en el Congreso de los Diputados y las Diputadas (03/11/2017)ː[30] En el contexto del Pacto de Estado Contra la Violencia Machista aprobado en el Pleno del Congreso en septiembre de 2017[31] y en conmemoración del segundo aniversario de la Marcha Estatal Contra las Violencias Machistas, la Plataforma 7N organizó una actividad con el objetivo de visibilizar la existencia de las violencias machistas como una vulneración de los Derechos Humanos y demostrar la impunidad de las mismas, denunciando al Estado y sus instituciones como responsable directo, por acción o incumplimiento del deber de prevenirlas. Esta acción consistía en simular el desarrollo de un juicio con la exposición de casos reales en proceso como los de Juana Rivas[32] y el de Ángela Gónzalez Carreño[33] o exponiendo un relato ficticio de violación en grupo desde el punto de vista de la víctima.[34][35][36]